# 仁科貴
仁科 貴（、1970年〈昭和45年〉8月21日 - ）は、日本の俳優である。京都府出身。身長169cm。体重64kg。芸能プロダクション「M.M.P」「オフィス北野」を経て、現在はフリー。父は俳優の川谷拓三。

## 来歴
1993年、『虹の橋』（松山善三監督）でエキストラとしてデビュー。北野武監督、深作健太監督の作品等、映画を中心に活動した。連続テレビ小説『オードリー』（2000年、NHK）に出演する等、役者として順調な滑り出しであったが、2002年に大麻所持で逮捕され、執行猶予判決が下り謹慎する。2003年には復帰し、田壮壮監督『呉清源〜極みの棋譜〜』（2007年）、北野武監督『アキレスと亀』（2008年）、フローリアン・ガレンベルガー監督『ジョン・ラーベ 〜南京のシンドラー〜』（2014年）等に出演する。
2018年にオフィス北野を退社。フリーランスで活動中。

## 親族
父方の祖父・川谷庄平は撮影技師で、日本最初の映画スター・尾上松之助の主演映画の撮影監督を務めた事で知られる。祖母の川谷二三子も元女優。母方の祖父である仁科熊彦（紀彦）は『鞍馬天狗』シリーズ、『むっつり右門』シリーズの監督。祖母は映画『浪人街 第一話 美しき獲物』等で知られる岡島艶子（岡嶋艶子）。父・仁科拓三（旧姓・川谷拓三）、母・仁科克子、姉・仁科扶紀は共に俳優。父の母方の叔父は俳優・伊沢一郎。その妻は女優・美川かつみ。

## 人物
怪獣の玩具を収集している。仁科は、ガンプラ世代なのでそういう性分に育ったと語っている。
仁科自身は怪獣映画世代ではなく、初めて映画館で鑑賞したゴジラ映画は『ゴジラ』（1984年版）であった。父・拓三は『怪獣大戦争』を公開当時に観てゴジラがシェーをしたことに落胆し、晩年も「原点に帰った怖いゴジラを観たい」と言っていたことから、自身が『ゴジラ・モスラ・キングギドラ 大怪獣総攻撃』に出演した際は、その意志を継ぐ意味でも意義があったと語っている。
『ゴジラ・モスラ・キングギドラ 大怪獣総攻撃』の監督を務めた金子修介は、仁科はクランクイン前に『ゴジラ』（1954年版）を見返してくるなど勉強熱心であったことを証言している。

## 出演

### 映画
- 虹の橋（1993年10月9日）
- ピエタ（1997年）
- 暗殺の街 極道捜査線（1997年）
- お墓がない!（1998年）
- 新宿やくざ狂犬伝 一匹灯（1999年）
- リング2（1999年）
- ガメラ3 邪神〈イリス〉覚醒（1999年）[注釈 1]
- ドンを撃った男（1999年）
- 惚れたらあかん 代紋の掟（1999年） - 役座組組員 チャパツ
- 静かなるドン THE MOVIE（2000年3月4日）
- 本日またまた休診なり（2000年）
- BROTHER（2001年）
- 走れ!イチロー（2001年）
- けものがれ、俺らの猿と Getting wild with our monkey（2001年）
- かあちゃん（2001年）
- ゴジラ・モスラ・キングギドラ 大怪獣総攻撃（2001年） - 丸尾淳[2]
- 化粧師 KEWAISHI（2002年）
- 夜を賭けて（2002年）
- バトル・ロワイアルII 鎮魂歌（2003年）
- 血と骨（2004年）
- 埋もれ木（2005年）
- TAKESHIS'（2005年）
- 同じ月を見ている（2005年）
- ベロニカは死ぬことにした（2006年）
- スケバン刑事 コードネーム=麻宮サキ（2006年）
- 待合室-Notebook of Life-（2006年）
- The焼肉ムービー プルコギ（2007年）
- 監督・ばんざい!（2007年）
- ワルボロ（2007年）
- 呉清源〜極みの棋譜〜（2007年）
- エクスクロス 魔境伝説（2007年）
- ねこのひげ（2008年）
- アキレスと亀（2008年）
- 劒岳 点の記（2009年） - 岩本鶴次郎
- 完全なる飼育 メイド、for you（2010年）
- 獄に咲く花（2010年）
- 戦闘少女 血の鉄仮面伝説（2010年）
- 脇役物語（2010年）
- ばかもの（2010年）
- ジーン・ワルツ（2011年）
- それでも花は咲いていく「エーデルワイス」（2011年、ケイダッシュ ステージ・リンクライツ） - 戸山勝 ※オムニバス映画
- くノ一忍法帖 影ノ月（2011年、TOブックス） - 七溝呂兵衛
- 極道兵器（2011年、日活）
- センチメンタルヤスコ（2012年） - 小林大吉
- デッド寿司（2013年、ウォーカーピクチャーズ） - 花巻
- ばななとグローブとジンベイザメ（2013年）
- 恋する歯車（2013年） - 迫田昭正
- 藁の楯（2013年）
- 百年の時計（2013年）
- 真夏の方程式（2013年）
- じんじん（2013年）
- ABC・オブ・デス（2013年）
- 砂をつかんで立ち上がれ（2013年）
- I am ICHIHASHI 逮捕されるまで（2013年）
- ヌイグルマーZ（井口昇監督、2014年）
- リュウセイ（2014年）
- THE NEXT GENERATION -パトレイバー-（2014年）
- ジョン・ラーベ 〜南京のシンドラー〜（2014年）
- 春を背負って（2014年）
- 太秦ライムライト（2014年）
- 劇場版 神戸在住（2015年）
- 虎影（2015年）
- D坂の殺人事件（2015年） - 蕎麦屋の主人（鈴木庵）
- 進撃の巨人（2015年）
- マンゴーと赤い車椅子（2015年）
- 道しるべ（2015年） - 主演・三舟トシロー [注釈 2]
- 木屋町DARUMA（2015年、榊英雄監督）
- 民暴2（2016年） - 帝都会香坂組組員 児玉健司
- EVIL IDOL SONG（2016年）
- ママ、ごはんまだ?（2017年) - 印刷会社の人事担当
- アウトレイジ 最終章（2017年10月7日） - ゴン
- 帰ってきたバスジャック（2017年） - 浪速会組員 金子丈一
- 蠱毒（こどく） ミートボールマシン(2017年）
- エキストランド（2017年）
- 小ぬか雨（2017年）
- パンチメン（2017年10月） - 主演・菊池浩二[注釈 3]
- ROKUROKU（2018年）
- 聖域 組長の最も長い一日（2018年） - 大和組幹部
- 青春ディスカバリーフィルム どこだって青春編（2018年）
- 闇金ドッグス8（2018年） - 湯澤賢一
- スカブロ（2018年）
- アイアンガール FINAL WARS（2019年）
- Noise（2018年） - 健の職場の所長
- 乙姫二万年（2019年） - 変なおじさん
- 日本統一外伝 川谷雄一（2019年） - ゴンドウ（中村組組長の兄貴分）
- ずぶぬれて犬ころ（2019年）- 父
- ココロ、オドル（2019年）
- 恋するアンチヒーロー THE MOVIE（2019年8月30日） - 犬山博士[5]
- みとりし（2019年9月13日） - 清水洋一
- いつかのふたり（2019年）
- 探偵は、今夜も憂鬱な夢を見る。2（2019年）
- ミドリムシの夢（2019年11月16日）
  - ミドリムシの姫（2022年10月15日公開予定）
- HYDRA（2019年11月23日）
- 未来の唄（2020年2月8日）
- 大阪少女（2020年3月21日） - アパート住人(アル中)
- 裸の天使 赤い部屋（2021年4月2日）
- ベイビーわるきゅーれ（2021年7月30日） - 和菓子屋の店主
- 西成ゴローの四億円（2021年11月9日） - 田植勉
  - 西成ゴローの四億円 死闘篇（2022年2月12日）
- あしやのきゅうしょく（2022年3月4日）
- 愚か者のブルース （2022年7月29日）- 義郎
- てぃだ いつか太陽の下を歩きたい（2022年9月2日）[6]
- 映画（窒息）（2023年11月11日） - 山賊リーダー[7]
- 首（2023年11月23日） - 蜂須賀正勝
- 恐解釈 桃太郎（2023年12月8日）[8]
- フィリピンパブ嬢の社会学（2024年2月17日）[9][10]
- 私が俺の人生!?（2024年7月19日）[11]
- 道草キッチン（2025年秋公開予定）[12]

### テレビドラマ
- 棟居刑事の復讐（1996年、ANB）
- 英二ふたたび（1997年、CX）
- のんちゃんのり弁（1997年、CBC）
  - のんちゃんのり弁2（1998年、CBC）
- 負けぬが勝ち〜川崎純情ジム物語（1997年、NHK BS2）
- 砂の城（1997年、THK）
- 寺子屋ゆめ指南（1997年、NHK）
- タブロイド（1998年、CX）
- 青い花火（1998年、NHK）
- しくじり鏡三郎（1999年、NHK）
- 火曜サスペンス劇場
  - 検事霧島三郎6（1999年、NTV）
  - 救急指定病院10（1999年、NTV）
- 坊さんが、ゆくII（1999年、NHK）
- 平成夫婦茶碗〜ドケチの花道〜（2000年、NTV）
- 京極夏彦 「怪」 第3話「赤面ゑびす」（2000年7月20日、WOWOW） - 仁吉
- 連続テレビ小説 / オードリー（2000年、NHK）  - 中山晋八
- 浪花少年探偵団（2000年、NHK教育）
- 最悪（2001年、BS-i）
- 茂七の事件簿 ふしぎ草紙（2001年、NHK）
- ごきげんいかが?テディベア（2001年、MBS）
- 愛は終わらんバイ（2001年、TNC）
- 私のふるさと物語（2002年、NHK）
- 盤嶽の一生 第9話「げんこつ親分」（2005年5月9日、時代劇専門チャンネル）- 丑松
- ウルトラシリーズ
  - ウルトラゾーン（2011年 - 2012年、tvk） - 元締め
  - ネオ・ウルトラQ（2013年、WOWOW）
  - ウルトラマンX 第17話（2015年11月17日、TX） - 田村
  - ウルトラマンR/B 第4話（2018年7月28日、TX） - 充
  - ウルトラマンブレーザー（2023年7月8日、TX）- 磯崎隊長
- 横浜見聞伝スター☆ジャン（2013年10月12日 - 12月28日、tvk） - ミート
- 月曜ゴールデン「捜し屋★諸星光介が走る!7」（2014年8月11日、TBS） - 徳永和之
- 信長協奏曲（2014年10月20日、CX） - 道三の忍び
- 神戸在住（2015年、SUN） - 早坂兵衛
- 警部補・杉山真太郎〜吉祥寺署事件ファイル 第2話（2015年1月19日、TBS） - 木之内五郎
- びったれ!!! 第9話（2015年3月11日、tvk） - 沼田修一
- 猫侍 Season2（2015年、東名阪ネット6および5いっしょ3ちゃんねる他） - 亀山鶴次郎
- 松本清張ミステリー時代劇 第10話「雨と川の音」（2015年8月11日、BSジャパン） - 房吉
- チア☆ドル（2015年10月 -、ABC） - 田代伸行
- 水曜ミステリー9（TX）
  - さすらい署長 風間昭平12（2015年11月11日） - 田中武士
  - 特命おばさん検事! 花村絢乃の事件ファイル5（2017年1月11日） - 柿本忠司
- 金曜プレミアム / 鬼平犯科帳スペシャル 浅草・御厩河岸」 （2015年12月18日、CX） - 権助
- 鴨川食堂（2016年、NHK） - 美月明日香の父
- 月曜名作劇場 / 駅弁刑事・神保徳之助10（2016年5月2日、TBS） - 佐々山和弘
- 鼠、江戸を疾る2 第4話（2016年5月5日、NHK） - 三郎
- 男と女のミステリー時代劇 第六話「身代り稼ぎ」（2016年6月14日、BSジャパン） - 源八
- 絶狼-ZERO- -DRAGON BLOOD- 第2話（2017年1月13日、テレビ東京） - ソノダ
- 山本周五郎時代劇 武士の魂（2017年） - 鷺山伝造
- 刑事ゆがみ（2017年10月12日 - 12月14日、CX） - 多々木挙男[13]
- 鳴門秘帖 (2018年のテレビドラマ)（2018年、NHK BSプレミアム） - 宅助
- GIVER 復讐の贈与者（2018年） - 河田敬二
- ゆうべはお楽しみでしたね （2019年2月6日、TBS） - トラウマの先生
- 歌舞伎町弁護人 凛花（2019年4月13日-、テレビ東京) - 渋谷刑事
- サウナーマン〜汗か涙かわからない〜（2019年、ABCテレビ） - 佐藤
- 左ききのエレン（2019年、MBS） - 山下
- さくらの親子丼 Season3（2020年11月7日、フジテレビ） - 徳納伸也
- ハコヅメ～たたかう!交番女子～ 第6話（2021年8月25日、日本テレビ） -  田村雅樹
- イケメン共よ メシを喰え（2022年7月10日 - 、テレビ大阪・BSテレビ東京） - 樋口[14]
- 仮面ライダーガッチャード 第28話・第29話（2024年3月24日・31日、テレビ朝日） - 地上げ屋

### Vシネマ
- 新・湾岸ミッドナイトI S30Z VS ゴールドR（1998年）
- 新・湾岸ミッドナイトII S30Z VS ゴールドR（1998年）
- 組織暴力 流血の仁義（1999年）
- 修羅がゆく10 北陸代理決戦（1999年）
- パチスロ攻略王 GET LUCK アルゼ・スペシャル（1999年）
- デコトラパチンカー 恋の連チャン大暴走（2000年）
- デコトラパチンカー ヒットマンに確変の花束を（2000年）
- 極道三国志5 山陽道10年戦争（2000年） - 富沢修二
- 新・極道三国志 首都攻防戦（2003年）
- 修羅のみち シリーズ
  - 修羅のみち9 北九州烈火篇（2004年）
  - 修羅のみち10 九州全面戦争（2004年）
- 実録・大日本平和会 極道・平田勝市1 - 3（2005年）
- 実録・関東やくざ抗争史 松田組1 - 3（2005年） - 関東松田組 浜谷
- 実録・九州やくざ戦争1 - 3（2006年）
- 必殺!バトルロード2 妖剣女刺客（2006年）
- 鬼魄 二代目山口登1 - 3（2006年）
- 首領(ドン)を殺(と)れ（2010年） - 半澤組系組員
- 鳳3（2010年） - クラブ「ガリバー」店長
- ファッション・ヘル（2011年2月）
- 大阪風紀委員会（2011年） - 八百屋
- リベンジ〜血の報復〜（2011年） - 山科組赤松組組員 ヤス
- 修羅の覇道 完結編（2011年） - 四代目明智一家理事長補佐 大隅宜樹
- 半グレvsやくざ（2013年 - 2014年）全3作 - 横関組組員 関
- やくざの女1,2,5（2014年 - 2015年） - 千葉県警 刑事 佐久勝正
- 代紋を捨てた男（2015年） - 料理屋の大将
- 極道の掟（2016年）全2作 - 北川大樹(泥棒)
- 若頭暗殺史 修羅の男たち（2016年） - 秀熊一家若頭 毛利一也
- 虎狼の群れ（2017年） - 黒龍会花房一家若頭補佐 武秀平
- アイアンガール FINAL WARS（2019年）
- CONFLICT 〜最大の抗争〜 第五章 第六章 第七章 第八章（2019年） - 加藤玄
- 影と呼ばれた男たち2,5（2020年） - 溝口
- 義兄弟1,2,3（2021年）
- 下町任侠伝 鷹3（2021年、ライツキューブ） - 加勢幸男
- 極道の紋章レジェンド7（2022年）- 橋本組組長 橋本勝
- CONNECT 覇者への道（2024年） - 真道組花岡組組員 島木正平

### 配信映画
- Broken Rage（2025年配信予定）[15]

### 舞台
- 素晴らしき哉、人生!（2013年3月、吉祥寺シアター） - 主演
- さらば箱舟（2014年2月、吉祥寺シアター） - 主演

### CM
- ラオックス (2001年、2002年)